# Інтервенція (фільм)
«Інтервенція» (рос. «Интервенция») — російський радянський художній фільм 1968 року, вистава-буф за мотивами однойменної п'єси Льва Славіна.

## Зміст
Безліч історій відбувалося в Одесі, коли до неї потрапила сила-силенна західних солдатів під час Першої світової війни. Вони освоювалися на незнайомій землі, а оточення охоче з ними взаємодіяло. Старому місту було чим їх здивувати, так само, як і жителям. Іскрометна комедія, яка довго не могла пройти цензуру в СРСР.

## Історія створення
Після гучного успіху «Республіки ШКІД» режисерові Геннадію Полокі в січні 1967 року була доручено зняти фільм за п'єсою Льва Славіна «Інтервенція», до того часу вже стала класикою радянської драматургії. Як розповідав сам режисер, «запеклий штампами, накопиченими нашим „офіціозним кінематографом“ у фільмах про громадянській війні», він в одному з інтерв'ю закликав «відродити традиції театру і кіно перших років революції, традиції балаганних, вуличних, скомороських уявлень».
Акторів Геннадій Полока не запрошував: «добровольці», готові взяти участь в експерименті, приходили самі — Юрій Толубієв, Юхим Копелян і багато інших. Одним з перших прийшов Всеволод Абдулов; його проба на роль Жені Ксідіаса виявилася невдалою, в результаті цю роль зіграв Валерій Золотухін; однак саме Абдулов рекомендував режисерові зовсім невідомого йому в той час Володимира Висоцького.
Ініціатори екранізації п'єси Л. Славіна приурочували фільм до 50-річчя Жовтневої революції, але робота затягнулася, і закінчений він був тільки в червні 1968 року.
Фільм, стилізований під театральні вистави початку 20-х років, в тому числі постановки Всеволода Мейєрхольда, про яких нагадує афішна тумба на початку, знімався під робочою назвою «Інтервенція», але вже в процесі монтажу був перейменований в «Велич і падіння будинку Ксідіас».
Однак у листопаді 1968 року голова Держкіно О. В. Романов наклав на нього заборону: «Фільм „Велич і падіння будинку Ксідіас“ є очевидною творчою невдачею кіностудії „Ленфільм“ та режисера Г. Полоки, що не зуміли знайти точного художнього рішення картини і тим самим допустили серйозні ідейні прорахунки».
За деякими свідченнями, фільм Полоки не сподобався не тільки партійним чиновникам, а й автору п'єси Льву Славіну.
Намагаючись врятувати фільм, знімальна група звернулася з листом до Л. І. Брежнєва; через багато років Г. Полока стверджував, що автором листа був В. Висоцький.
Відповіді на лист не було; лише в 1987 році фільм був знятий з полиці і випущений в прокат.

## Ролі
- Володимир Висоцький — Бродський, він же Мішель Воронов (в деяких епізодах озвучував Олексій Булдаков
- Валерій Золотухін — Женя Ксідіас
- Ольга Аросєва — мадам Ксідіас
- Гелена Івлієва — Санька-квіткарка
- Юфим Копелян — Филіп, кримінальний авторитет
- Руфіна Ніфонтова — мадам Токарчук, нальотчиця
- Володимир Татосов — Імерцакі, картковий шулер
- Юрій Толубієв — Соломон Шустер, аптекар
- Юлія Буригіна — Жанна Барб'є, комуністка
- Валентин Буров — Бондаренко, більшовик
- Валентин Гафт — Довгий, французький солдат
- Марлен Хуцієв — головнокомандувач
- Георгій Штиль — Марсіаль, французький солдат
- Микола Дупак — капрал Барбару
- Андре Сеголо — Алі, сенегалець, солдат французьких колоніальних військ
- Станіслав Соколов — лейтенант Бенуа
- Юрій Родіонов — Селестен, французький солдат
- Сергій Юрський — маски (аристократ, спекулянт, дама півсвіту і білогвардієць)

Решта акторів в титрах вказані як виконавці епізодичних ролей:
- М. Дворкін
- А. Іванова
- Анатолій Королькевич — конферансьє
- Юрій Катін-Ярцев — мосьє Золотницький, заслужений «ведмежатник» (фахівець зі злому сейфів)
- Борис Лескін — підприємець
- Юрій Мальцев
- Микола Мартон — капітан Симон
- Олександр Масарський — Нестор
- Олексій Миронов — нальотчик
- Валентин Мультатулі
- Марк (Михайло) Нікельберг
- Олександр Орлов — конферансьє
- Павло Панков — переводчик
- Павло Первушин — Степан
- Юрій Погребничко — французький солдат
- Валерій Родченко
- Галина Рибак — куплетістка
- Юрій Ричков — Петя
- Сергій Сібель — Степіков
- Борис Січкін — куплетист-чечоточник (виконує пісню «В Валіховському провулку»)
- В. Ткачов
- Михайло Уржумцев — французький солдат
- Микола Федорцов — Гастон
- Анатолій Шагінян
- Анатолій Шведерський — полковник Несвицький
- Євген Шифферс — Полоки, полковник контррозвідки
- Михайло Щеглов

## Знімальна група
- Режисер-постановник: Геннадій Полока
- Оператори: Володимир Бурикін, Євген Мезенцев
- Художник: Михайло Щеглов
- Композитор: Сергій Слонімський
- Текст пісень: Володимир Висоцький
- Звукооператори: Лев Вальтер, Елеонора Казанська
- Диригент: Лео Корхін
- Режисери: Євген Мезенцев, В. Сергієв, В. Степанов
- Монтаж: Г. Корнілова, Зінаїда Шейнеман
- Костюми, художник-декоратор: Валерій Юркевич
- Директора: С. Рабинов, В. Семенець